# Rivière Taillon
Pour les articles homonymes, voir Taillon.
La rivière Taillon est un affluent du lac Saint-Jean, coulant sur la rive Nord-Ouest du fleuve Saint-Laurent, dans les municipalités de Saint-Henri-de-Taillon, dans la municipalité régionale de comté (MRC) de Lac-Saint-Jean-Est, dans la région administrative de Saguenay-Lac-Saint-Jean, dans la Province de Québec, au Canada. Ce cours d’eau traverse le canton de Taillon.
Le bassin versant de la rivière Taillon est surtout desservi par le chemin du 3e rang, le chemin de la Pointe-Taillon et la route 169,,. La véloroute des Bleuets comporte un pont piétonnier et cyclable qui enjambe la rivière Taillon, près de son embouchure.
L’agriculture constitue la principale activité économique du bassin versant ; la foresterie, en second ; les activités récréotouristiques, en troisième.
La surface de la rivière Taillon est habituellement gelée de la fin novembre au début avril, toutefois la circulation sécuritaire sur la glace se fait généralement de la mi-décembre à la fin mars.

## Géographie
Les principaux bassins versants voisins de la rivière Taillon sont :
- Côté Nord : ruisseau Néron, rivière Péribonka, rivière Alex, ruisseau Adric, ruisseau Morel, ruisseau Jaune ;
- Côté Est : rivière à la Pipe, rivière aux Harts, ruisseau Tremblay, ruisseau Rouge, rivière Mistouk, le Petit Mistouk, lac Labrecque, rivière aux Sables ;
- Côté Sud : lac Saint-Jean ;
- Côté Ouest : rivière Moreau, Petite rivière Péribonka, rivière Péribonka, rivière Mistassini, lac Saint-Jean[2].

La rivière Taillon prend sa source à la confluence de trois ruisseaux agricoles dans la municipalité de Saint-Henri-de-Taillon, à 0,8 km du côté Nord-Est de la route 169. Cette source est située à :
- 5,6 km au Nord du centre du village de Saint-Henri-de-Taillon ;
- 4,8 km au Sud-Est du centre du village de Sainte-Monique ;
- 6,1 km) au Nord-Est de l’embouchure de la rivière Taillon ;
- 11,5 km au Nord-Ouest de l’embouchure du lac Saint-Jean (confluence avec la rivière Saguenay)[2],[5].

À partir de sa source, la rivière Taillon coule sur 10,4 km, surtout en zones agricoles et de quelques marais, selon les segments suivants :
- 1,4 km vers le Sud-Ouest, jusqu’à la route 169 ;
- 4,5 km vers le Sud-Ouest en recueillant un ruisseau (venant de l’Est), jusqu’à un coude de rivière, correspondant à un ruisseau (venant du Nord-Ouest), lequel est situé du côté Est du chemin de la Pointe-Taillon ;
- 2,5 km vers le Sud en formant une grande courbe vers l’Est, jusqu’à la route du 3e rang ;
- 2,0 km vers le Sud en formant un grand S, en recueillant les eaux du Canal à Morin (venant de l’Ouest) et se connectant à une baie (longueur : 0,7 km en forme de bâton de hockey) qui s’étire vers l’Est en parallèle à la rive Nord du lac Saint-Jean, jusqu’à l’embouchure de la rivière[2].

La rivière Taillon se déverse sur la rive Nord du lac Saint-Jean. Cette embouchure est située à :
- 10,2 km au Nord-Ouest de l’embouchure du lac Saint-Jean (confluence avec la Grande Décharge) ;
- 3,7 km à l’Ouest du centre du village de Saint-Henri-de-Taillon ;
- 22,3 km au Nord-Ouest du centre-ville d’Alma ;
- 18,9 km à l’Est de l’embouchure de la rivière Péribonka ;
- 65,8 km à l’Ouest du centre-ville de Saguenay[2].

## Toponymie
Jadis, cette rivière était désignée « Rivière aux Cochons ». Le toponyme « rivière Taillon » évoque la mémoire de Louis-Olivier Taillon (Terrebonne, 1840 – Montréal, 1923). Avocat, il exerça le droit avec des collègues qui, pour la plupart eurent subséquemment de brillantes carrières. Taillon entra en politique en 1875 comme député conservateur, représentant Montréal-Est à l'Assemblée législative. Il exerça les fonctions d'orateur de l'Assemblée (1882-1884) et de procureur général (1884-1887), avant de devenir premier ministre pour quatre jours seulement en janvier 1887 ; puis, il devint chef de l'opposition, de 1887 à 1890. Finalement, il redevint premier ministre du Québec, de 1892 à 1896. Ministre fédéral des Postes dans le cabinet de Charles Tupper pendant deux mois, Taillon ne réussit pas à se faire élire en 1896, année où les Conservateurs furent balayés par les Libéraux de Wilfrid Laurier. Il termina sa carrière comme maître de poste à Montréal, de 1911 à 1916.
Le toponyme de « rivière Taillon » a été officialisé le 6 juin 1973 à la Banque des noms de lieux de la Commission de toponymie du Québec.